# متزوج من العدو (فلم)
متزوجٌ من العدو (بالإنجليزية: Married to the Enemy) هو فيلم درامي نيجيري صدر عام 2006 من إخراج ويلي أدا أجينج ومن إنتاج أندي ك. نووالهي.

## طاقم التمثيل
- ريتا ديبيا
- موسى إيبيري
- إيني إيدو
- ديزموند أليوت
- ميرسي جونسون
- كوزموس أوكي